# Krista Kosonen
Krista Erika Kosonen (Espoo, 28 mei 1983) is een Finse actrice.

## Biografie
In 2009 studeerde Kosonen af aan de Uniarts Helsinki's Theatre Academy. In 2011 en 2014 won zij een Kultainen Venla in de categorie 'Beste actrice'. Dit was voor haar acteerwerk in respectievelijk Moska en Toisen kanssa. Voor haar rollen in Syvälle salattu (2011), Kätilö (2015) en Miami (2017) werd ze in dezelfde categorie genomineerd voor een Jussi, waarbij ze de laatste twee ook daadwerkelijk won. In 2019 was Kosonen genomineerd voor een Kultainen Venla in de categorie 'Beste actrice' met haar acteerwerk in Bullets. In 2020 volgde een nominatie bij de Series Critics Awards voor haar rol in Beforeigners. Met datzelfde werk was de Finse actrice in 2022 genomineerd voor de Noorse televisieprijs Gullruten.

## Filmografie (selectie)
| Jaar      | Titel             | Rol                   | Type productie | Opmerkingen     |
| --------- | ----------------- | --------------------- | -------------- | --------------- |
| 2002      | Hurja joukko      | Johi                  | Televisieserie | 3 afleveringen  |
| 2006      | Jade Warrior      | Ronja                 | Film           |                 |
| 2009      | Uutishuone        | Raija                 | Televisieserie | 12 afleveringen |
| 2010-2014 | Putous            | Diverse rollen        | Televisieserie | 42 afleveringen |
| 2011      | Syvälle salattu   | Julia                 | Film           |                 |
| 2011      | Moska             | Raita Halikko         | Televisieserie | 8 afleveringen  |
| 2014      | Toisen kanssa     | Saara Vartia          | Televisieserie | 6 afleveringen  |
| 2015      | Kätilö            | Helena Alatalo        | Film           |                 |
| 2017      | Miami             | Angela                | Film           |                 |
| 2017      | Blade Runner 2049 | Doxie                 | Film           |                 |
| 2018      | Bullets           | Mari Saari            | Televisieserie | 10 afleveringen |
| 2019-2022 | Beforeigners      | Alfhildr Enginsdottir | Televisieserie | 12 afleveringen |
| 2020      | Tove              | Vivica Bandler        | Film           |                 |
| 2021      | Mister8           | Maria                 | Televisieserie | 8 afleveringen  |
| 2022      | The Swarm         | Tina Lund             | Televisieserie | 8 afleveringen  |